# Жінка з квіткою
«Жінка з квіткою» (Vahine no te Tiare) — картина французького художника  Поля Гогена, написана в 1891 році

## Історія створення
Поль Гоген прибув на Таїті в червні 1891 року. У книзі «Ноа Ноа» він описав події, які передували написанню картини. Жінка, зображена на картині, була сусідкою Гогена. Якось вона наважилася увійти в хатину Гогена, щоб подивитися на картини на стіні — репродукції з картин Мане, італійських примітивістів і японських художників. Художник зробив начерк портрета таїтянки, але вона запротестувала і втекла. Через годину жінка повернулася одягнена в ошатне вбрання і з квіткою у волоссі. Вона не була привабливою за європейськими стандартами, але по-своєму красива. Гоген побачив воістину рафаелівську гармонію, меланхолію, змішану з радістю і страхом невідомого. При погляді на її обличчя згадується фраза: «Немає ідеальної краси дивацтва пропорцій». Жінка переодягнулася в європейський парадний одяг, перш ніж дозволити художнику написати свій портрет.

## Опис картини
Жовте і червоне тло портрета прикрашені квітами, які зустрічаються і в ранніх портрета Гогена. Крім декоративного ефекту вони створюють баланс у композиції. Квітка у волоссі жінки — це гортензія, типова на Таїті. Цю квітку також використовують для приготування парфумів.
Назва «Жінка з квіткою» написано в центрі вгорі картини, а підпис Гогена «P. Gauguin 91» розташовано у верхньому правому куті.
«Жінка з квіткою» була однією з перших картин таїтянського циклу. Спочатку вона була виставлена в Парижі в 1892 році, а в 1893 році в Копенгагені. Картина була передана до Нової гліптотеки Карлсберга Хельге Якобсеном 1927 року і наразі знаходиться у 65-му залі гліптотеки. Інвентарний номер MIN +1828.